# حاجي باشا
خضر بن علي بن مروان بن علي، حسام الدين الآيديني، ويقال له الخطاب، ويعرف بحاجي باشا (ت 820 هـ / 1417 م) هو طبيب متكلم من علماء الحنفية أصله من قونية. ولد ونشأ في آيدين وسكن مصر وتوفي بها.
له كتب في الطب وغيره، منها (التسهيل) و(الفريدة في ذكر الأغذية المفيدة) و(شفاء الأسقام ودواء الآلام) وهو مجلد ضخم في الطب محفوظ في خزانة الرباط ويوجد منه نسخة في دمشق وفي مكتبة تشستر بيتي، وله أيضًا (اختيارات الشفاء)، و(حاشية على شرح مطالع الأنوار) و(مجمع الأنوار) وهو أحد المصنفات في التفسير، و(السعادة والإقبال) و(شرح طوالع الأنوار) وهو كتاب في علم الكلام.